# Keith Haring
Keith Haring (født 4. maj 1958, død 16. februar 1990) var en amerikansk popkunstner og social aktivist, hvis værker var udtryk for street kulturen i 1980’ernes New York[kilde mangler].

## Tidligt liv
Haring blev født i Reading, Pennsylvania og voksede op i Kutztown i Pennsylvania. Han var fra en tidlig alder interesseret i kunst. Fra 1976 til 1978 studerede han grafisk design ved The Ivy School of Professional Art, en handels- og kunstskole i Pittsburgh. Haring, som var åben om sin homoseksualitet, flyttede til New York som 19-årig, hvor han blev inspireret af graffitikunsten og studerede ved School of Visual Arts.

## Karriere
Haring fik første gang offentlighedens opmærksomhed i forbindelse med nogle kridttegninger I New Yorks subway. Udstillingerne blev optaget af fotografen Tseng Kwong Chi. Omkring den tid blev, "The Radiant baby" hans symbol. Hans tykke streger, livlige farver og aktive figurer indeholder stærke budskaber om frihed og enhed[kilde mangler]. Fra 1980 organiserede han udstillinger i Club 57. Han deltog i Times Square Exhibition og tegnede for første gang dyr og menneskelige ansigter.
Haring bidrog til New York New Wave udstillingen i 1981 og havde sin første soloudstilling hos Tony Shafrazi Gallery. Samme år deltog Haring i Documenta 7 i Kassel, Tyskland. I 1982 blev han venner med andre spirende kunstnere: Futura 2000, Kenny Scharf, Madonna og Jean-Michel Basquiat. Han deltog i Whitney Biennialen i 1983, og Bienal de São Paulo. Han lærte desuden Andy Warhol at kende. Harings venskab med Warhol blev en afgørende faktor for, at han fik succes, specielt efter de begge var døde[kilde mangler].

### International kunst
I 1984 rejste Haring til Australien og malede murmalerier i Melbourne. Ligeledes besøgte han bl.a. Rio de Janeiro , Musée d'Art Moderne de la ville de Paris i Paris, Minneapolis og Manhattan og malede dér. Han designede endda en jakke til Madonna, som blev brugt til hendes nummer ”Like a Virgin”.
I 1985 begyndte Haring at male på lærred. Samtidig viste Musée d'art contemporain de Bordeaux i Bordeaux en udstilling med hans værker, og Haring deltog på biennalen i Paris. Han optrådte på MTV i november 1985, hvor han malede under et specialafsnit, hvor værten var hans ven keyboardspilleren Nick Rhodes fra Duran Duran. I 1986 malede Haring murmalerier i Amsterdam, Paris, Phoenix og i Berlin på Berlinmuren ved Brandenburger Tor; i 1989 malede han en 180 m2 gavl med titlen Tuttomondo (Hele verden) på et af de gamle huse på Piazza Vittorio Emanuele II i Pisa. Han malede også på Grace Jones’s krop I hendes musikvideo til "I'm Not Perfect." Haring lavede også diverse merchandise, og han lavede reklamelogoer for Absolut vodka og Swatch ure[kilde mangler].
I 1988 fik Haring diagnosen AIDS, og han døde af følgesygdommene i 1990. Han grundlagde Keith Haring Foundation i 1989, som bl.a. skulle støtte AIDS organisationer.